# 면역 여권

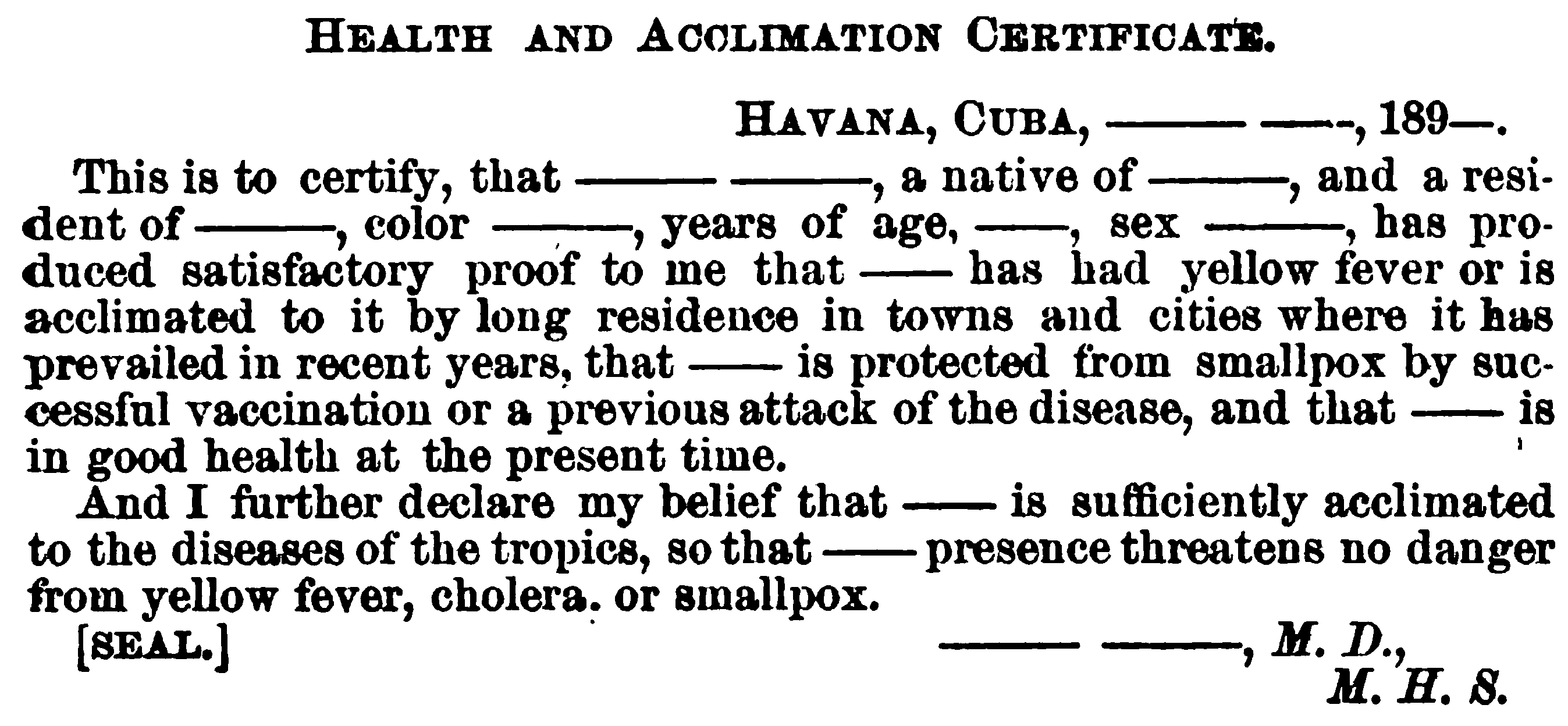

면역 여권은 특정 감염에 대한 항체를 보유하고 있음을 증명하는 증서이다.

## 역사
검역은 고대부터 전염병의 확산을 줄이는 방법으로 사용되었다. 결과적으로, 사람이 검역을 완료했거나 감염되지 않은 것으로 알려져있음을 증명하는 문서도 필요하게 되었다. 1600년대부터 이탈리아의 여러 주에서는 소지자를 검역에서 면제하기 위해 fedi di sanità 를 발행했다.
국제적인 틀에서는 국제보건규칙에 근거한 국제 예방 접종 증명서가 사용되어 왔다. 이 문서는 1944년 국제 위생 협약(International Sanitary Convention)에 의해 채택된 이후 크게 변경되지 않았다.

### 코로나19
2021년에 코로나19 백신에 대한 대중의 접근이 더 쉬워지면서 일부 정부는 면역 여권을 문서나 디지털 형식으로 승인하기 시작했다. 이 면역 여권은 단지 이동을 용이하게 하기 위한 것이 아니라 실내 장소(펍, 레스토랑 등) 및 대규모 모임(콘서트, 축제, 스포츠 행사 등)에 대한 대중의 접근을 통제하는 데 사용되고 있다. 발급 기관의 요구 사항에 따라 신청자는 예방접종증명서, PCR 음성확인서, 코로나 회복증명서 등의 조합을 제공해야 한다.

## 같이 보기
- 전자의무기록